# TXNDC5
TXNDC5‏ (Thioredoxin domain containing 5) هوَ بروتين يُشَفر بواسطة جين TXNDC5 في الإنسان.